# Гоцеделчевска котловина
Гоцеделчевската котловина (до 1950 г. Неврокопска котловина) е котловина в Югозападна България, в поречието на река Места, област Благоевград.

## Географска характеристика
Котловината е разположена от двете страни на средното течение на река Места, като на запад опира до стръмните склонове на Пирин, а на изток до склоновете на рида Дъбраш, част от Западните Родопи. На юг котловината се простира до северните склонове на планината Стъргач. На север чрез пролома Момина клисура на река Места се свързва с Разложката котловина. Има продълговата форма, като дължината ѝ от север-северозапад на юг-югоизток е 21 км, а средната ѝ ширина – 6 км. Обща площ 122 km². Средната надморска височина на котловинното дъно 530 m.
Потъването на котловината през плиоцена става по ясно изразени на терена разседи и е съпроводено със запълването ѝ с наслаги, които през кватернера са припокрити с алувий. За разлика от източните ѝ склонове, които са полегати, западните, обърнати към Пирин са много стръмни. По разседите, по които е потънала котловината сега бликат множество минерални извори в района на селата Гърмен, Огняново и Мусомища. Във връзка с геоложкия ѝ строеж са и малките находища на железни руди и лигнитни въглища.
Климатът е преходно средиземноморски. Средната годишна температура за станция Гоце Делчев е 11,3 °C, средна януарска 0,0 °C, средна юлска 21,6 °C. Средна годишна валежна сума 646 мм. Отводнява се от река Места и нейните притоци (Канина, Мътница и др.). Почвите и са алувиални, делувиални и излужени канелени, които заедно с благоприятните климатични условия дават възможност за отглеждане на интензивни култури, средиземноморски видове, овощия, зеленчуци, тютюн. Развито е и животновъдството.
Флората е представена от македоно-тракийски балкански ендемити, благун, чинар, космат дъб, червена и обикновена хвойна. От фауната преобладават средиземноморски видове и ендемити.

## Селища
Главно селище в котловината е град Гоце Делчев, разположен в западната ѝ част. Освен него има още един град Хаджидимово (в южната част) и 16 села: Балдево, Баничан, Блатска, Борово, Господинци, Гърмен, Дебрен, Дъбница, Копривлен, Марчево, Мусомища, Ново Лески, Огняново, Петрелик, Садово и Хвостяне.

## Транспорт
Надлъжно и напречно през котловината преминават участъци от два пътя от Държавната пътна мрежа:
- От север на юг, между селата Господинци и Садово, на протежение от 20,4 км – участък от второкласен път № 19 Симитли – Банско – Гоце Делчев – ГКПП „Илинден“.
- От запад на изток, от Гоце Делчев до село Дъбница, на протежение от 7 км – участък от третокласен път № 197 Гоце Делчев – Доспат – Девин.

- Изглед към Гоцеделчевската котловина от Делчево
- Изглед към Гоцеделчевската котловина от Хаджидимово
- Изглед към Гоцеделчевската котловина от Лещен

## Топографска карта
- Лист от карта K-34-96. Мащаб: 1 : 100 000.